# Melanophryniscus dorsalis
Espèce
Synonymes
- Dendrophryniscus stelzneri dorsalis Mertens, 1933

Statut de conservation UICN

 VU B1ab(iii)+2ab(iii) : Vulnérable
Melanophryniscus dorsalis est une espèce d'amphibiens de la famille des Bufonidae.

## Répartition
Cette espèce est endémique du Brésil. Elle se rencontre sur la côte dans les environs de Imbituba au Santa Catarina et de Torres au Rio Grande do Sul jusqu'à 20 m d'altitude.

## Publication originale
- Mertens, 1933 : Über zwei südamerikanische Froschlurche der Gattungen Dendrophryniscus und Gastrotheca. Zoologischer Anzeiger, vol. 102, p. 257-260.